# Iroha
Iroha (japonsko いろは) je japonska zlogovna abeceda v obliki pesmi. Ker natanko enkrat uporabi vse znake japonske zlogovnice hiragane oz. katakane, je pangram, s tem da uporabi 2 znaka, ki dandanes nista več v uporabi (wi, ゐ  in we, ゑ). Prvi znani zapis te pesmi datira v leto 1079.
besedilo v latinskih znakih (romaji):
```
i ro ha ni ho he to chi ri nu ru wo
wa ka yo ta re so tsu ne na ra mu
u wi no o ku ya ma ke fu ko e te
a sa ki yu me mi shi we hi mo se su
```

besedilo, zapisano v hiragani:
```
いろはにほへとちりぬるを
わかよたれそつねならむ
うゐのおくやまけふこえて
あさきゆめみしゑひもせす
```

besedilo, zapisano v katakani:
```
イロハニホヘトチリヌルヲ
ワカヨタレソツネナラム
ウヰノオクヤマケフコエテ
アサキユメミシヱヒモセス
```

besedilo, zapisano s kitajskimi pismenkami (kandži):
```
色は匂へど散りぬるを
我が世誰ぞ常ならむ
有為の奥山今日越えて
浅き夢見じ酔ひもせず
```

prosti prevod v slovenski jezik:
```
Kot dišeč, pisan cvet, ki se ospe -
tako ne moje, ne Vaše življenje ni večno.
Že danes pustimo za sabo visoko goro minljivosti
in ne opijajmo se več z njenimi plitkimi sanjami.
```

Če zapišemo drugače (z drugo dolžino vrstice), dobimo še akrostih, če vzamemo zadnje znake vrstic:
```
i ro ha ni  ho he 
to

chi ri nu ru wo wa 
ka

yo ta re so tsu ne 
na

ra mu  u wi  no  o 
ku

ya ma ke fu  ko  e 
te

a sa ki yu  me mi 
shi

we hi mo se 
su
```

(to ka na ku te shi su = とかなくてしす = とが 無くて 死す),
kar v slovenščini pomeni: Umrl brez krivde.